# Myeloisiphana afghana
Myeloisiphana afghana är en fjärilsart som beskrevs av Hartig 1937. Myeloisiphana afghana ingår i släktet Myeloisiphana och familjen mott. Inga underarter finns listade i Catalogue of Life.